# کاترین ساوگ
کاترین ساوگ (فرانسوی: Catherine Sauvage‎; ۲۶ مهٔ ۱۹۲۹ – ۲۰ مارس ۱۹۹۸) هنرپیشه، آهنگساز، خواننده، بازیگر تئاتر، و بازیگر سینما اهل فرانسه بود.